# شهرستان سیسرتسکی
شهرستان سیسرتسکی (به لاتین: Sysertsky District) یک تقسیمات کشوری روسیه و تقسیمات کشوری و رایون در روسیه است که در استان سوردلوفسک واقع شده‌است.